# Liên minh Achaea
Liên minh Achaea (tiếng Hy Lạp: κοινὸν τῶν Ἀχαιῶν)  là một liên minh thời kỳ Hy Lạp hóa của các thành bang Hy Lạp ở miền Bắc và miền Trung bán đảo Peloponnese, đặt tên theo vùng đất Achaea.

## Lịch sử
Liên minh khu vực Achaea đã được tổ chức vào đầu thế kỷ thứ 3 trước Công nguyên, và nhanh chóng mở rộng vượt ra ngoài khu trung tâm Achaea của nó. Nó sớm có sự gia nhập của thành phố Sicyon, trong đó mang đến cùng với nhà lãnh đạo vĩ đại của nó đầu tiên, Aratos của Sicyon. Liên minh sớm tăng quyền kiểm soát nhiều vùng của Peloponnesus, làm suy yếu đáng kể sự cai trị của Macedonia trong khu vực. Nó có được Corinth trong năm 243 TCN, Megalopolis trong năm 235 trước Công nguyên và Argos trong năm 229 TCN  Việc gia tăng độ lớn của liên minh có ý nghĩa là một đội quân công dân lớn hơn và giàu có hơn, mà được sử dụng để thuê các lính đánh thuê. Tuy nhiên liên minh sớm gặp khó khăn với sự hồi sinh của Sparta dưới thời Cleomenes III. Aratos đã buộc phải gọi sự trợ giúp của vua Macedonia, Antigonos Doson, để đánh bại Cleomenes trong trận Sellasia. Antigonos tái lập quyền kiểm soát của Macedonia ở nhiều khu vực.
Năm 220 trước Công nguyên, Liên minh Achaea tham gia vào một cuộc chiến tranh chống lại liên minh Aetolia, được gọi là cuộc "chiến tranh đồng minh lần thứ hai". Nhà vua trẻ Philippos V của Macedonia ở cùng phe với người Achaea và kêu gọi một cuộc họp Panhellenic tại Corinth, nơi mà các cuộc xâm lược của người Aetolia bị lên án.
Tuy nhiên, sau cái chết của Aratos, Liên minh đã có thể gặt hái nhiều thành công hơn từ sự thất bại của Macedonia trước Rome trong năm 197 TCN. Dưới sự lãnh đạo của Tướng quân Philopoemen, Liên minh cuối cùng đã có thể đã đánh bại một Sparta suy yếu rất nhiều và kiểm soát được toàn bộ Peloponnesus.
Tuy nhiên, sự thống trị của liên minh đã không thể kéo dài. Trong cuộc chiến tranh Macedonia lần thứ ba (171-168 TCN), liên minh bị lôi kéo với ý tưởng về một liên minh với Perseus, và những người La Mã trừng phạt nó bằng cách bắt một số con tin để đảm bảo thái độ trung thành của nó, bao gồm Polybius, nhà sử học Hy Lạp đã viết về sự trỗi dậy của Đế chế La Mã. Năm 146 TCN, Liên minh đã tiến hành cuộc nổi dậy chống lại sự bá quyền của La Mã. Quân La Mã dưới quyền Lucius Mummius đánh thắng quân Achaea trong trận Corinth, san bằng vùng Corinth và giải thể liên minh.

## Thành viên

### Từ Achaea
- Aegira
- Aegium
- Boura
- Cerynea
- Dyme
- Helike
- Patras
- Pellene
- Pharrae
- Tritaia

### Từ Arcadia
- Alipheira
- Asea
- Callista
- Caphyae
- Cleitor
- Dipaea
- Gortys
- Heraea
- Lusi
- Mantineia
- Megalopolis
- Methydrium
- Pallantium
- Pheneus
- Phigaleia
- Tegea
- Teuthis
- Theisoa
- Thelpusa

### Từ Argolis
- Alea
- Argos
- Asine
- Cleonae
- Epidaurus
- Hermione

### Từ Corinthia
- Corinth
- Sicyon
- Stymphalos
- Tenea

## Danh sách Strategos (Tướng quân)
- Margos 256 - 255 TCN
- Aratos của Sicyon 245 - 244 TCN
- Dioedas 244 - 243 BC
- Aratos của Sicyon 243 - 242 BC
- Aegialeas 242 - 241 BC
- Aratos của Sicyon 241 - 234 BC
- Lydiadas của Megalopolis 234 - 233 BC
- Aratos của Sicyon 233 - 232 BC
- Lydiadas của Megalopolis 232 - 231 BC
- Aratuos của Sicyon 231 - 230 BC
- Lydiadas của Megalopolis 230 - 229 BC
- Aristomachos của Argos 228 - 227 BC
- Aratos của Sicyon 227 - 226 BC
- Hyperuatas 226 - 225 BC
- Timoxenos 226 - 225 BC
- Aratos của Sicyon 225 - 218 BC
- Epiratos 218 - 217 BC
- Aratos của Sicyon 217 - 213 BC
- Cycliadas 210 - 209 BC
- Philopoemen của Megalopolis 209 - 208 BC
- Cycliadas 200 - 199 BC
- Aristaenos của Megalopolis 199 - 198 BC
- Nicostratos 198 - 197 BC
- Aristaenos của Megalopolis 195 - 194 BC
- Philopoemen của Megalopolis 193 - 192 BC
- Diophanes 192 - 191 BC
- Philopoemen of Megalopolis 191 - 186 BC
- Aristaenos của Megalopolis 186 - 185 BC
- Lycortas của Megalopolis 185 - 184 BC
- Archon 184 - 182 BC
- Philopoemen of Megalopolis 183 - 182 BC
- Lycortas của Megalopolis 182 - 181 BC
- Calicrates 180 - 179 BC
- Xenarchos 175 - 174 BC
- Archon 172 - 169 BC
- Menalkidas của Sparta 151 - 150 BC
- Diaeos của Megalopolis 150 - 149 BC
- Damocritos 149 - 148 BC
- Diaeos của Megalopolis 148 - 146 BC
- Critolaos của Megalopolis 147 - 146 BC